# Ellis Avery

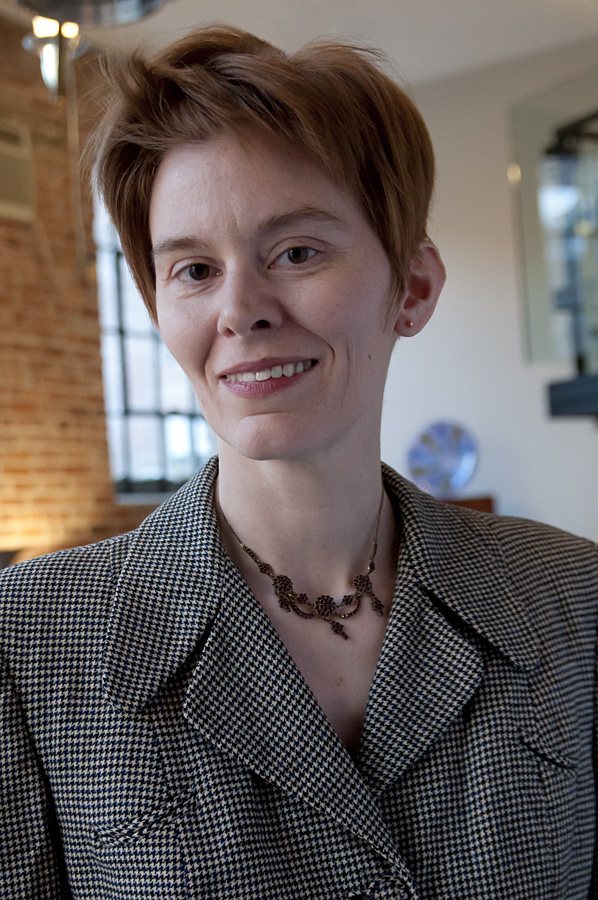
Ellis Avery, 2011

Ellis Avery (* 25. Oktober 1972 in Columbus, Ohio; † 15. Februar 2019 in Kalifornien) war eine US-amerikanische Autorin, Anglistin und Dichterin.

## Leben
Avery verbrachte ihre Kindheit in Columbus, Ohio und in Princeton, New Jersey. Sie besuchte das Bryn Mawr College und das Goddard College und studierte Kreatives Schreiben. Als Hochschullehrerin unterrichtete sie Literatur an der Columbia University und an der University of California in Berkeley. Als Autorin veröffentlichte sie mehrere Bücher. Für ihr Buch The Teahouse fire gewann sie den Stonewall Book Award und den Lambda Literary Award. Ebenso gewann sie für ihr Buch The Last Nude 2013 den Stonewall Book Award. Avery war mit der Anglistin Sharon Marcus verheiratet. Avery verstarb am 15. Februar 2019 an Krebs.

## Werke (Auswahl)
- 2003: The Smoke Week, Gival Press[2]
- 2006: The Teahouse Fire
- 2012: The Last Nude
- 2014: Broken Rooms[3]
- 2015: The Family Tooth
- „Public Streets“ Serie, Herausgeber[4][5][6] bei Public Books Online.[7]
- 2020: Tree of Cats[8]

## Auszeichnungen und Preise (Auswahl)
- 2007: Lambda Literary Award für The Teahouse fire
- 2008: Stonewall Book Award für The Teahouse fire
- Ohioana Library Fiction Award für The Teahouse Fire
- Kiriyama Prize Notable Book für The Teahouse Fire
- 2013:	Stonewall Book Award für The Last Nude
- Golden Crown Historical Fiction Award für The Last Nude
- Walter Rumsey Marvin Award der Ohioana Library Association für The Smoke Week